# Akaflieg Stuttgart fs 25
Die Akaflieg Stuttgart fs 25 „Cuervo“ ist ein Segelflugzeug der Akaflieg Stuttgart.

## Geschichte
Die „Cuervo“ (spanisch, dt. „Rabe“) entstand ab 1966 in Weiterführung der fs 23 „Hidalgo“ als Flugzeug für die Standardklasse. Die „Hidalgo“-Flügelauslegung mit Hilfe des Großrechners UNIVAC 1107 des Instituts für Statik und Dynamik der Luft- und Raumfahrtkonstruktionen der Universität Stuttgart wurde übernommen und die vorhandenen Tragflächenformen auf 15 Meter verlängert. Windkanalmessungen an Rümpfen hatten ergeben, dass eine starke Einschnürung den Widerstand mindert. Der Erstflug erfolgte am 30. Januar 1968 in Schwäbisch Hall.
1974 wurden die Tragflächenformen und die Konstruktionsunterlagen an Jaques Teissier von der französischen staatlichen Fachhochschule (École nationale supérieure de mécanique et d’aérotechnique – ENSMA) in Poitiers verliehen, mit deren 1971 gegründeten Segelfluggruppe Société Scientifique de Recherche et de Promotion du Planeur Léger (SSRPPL) die Akaflieg Stuttgart in engem Kontakt stand. Nach Strukturberechnungen folgte 1976 der Belastungsversuch an einem Bruchflügel und nach 800 Arbeitsstunden am 25. Februar 1981 der Erstflug der FS-25F. Nachdem das Flugzeug in Vergessenheit geraten und zwanzig Jahren abgerüstet im Anhänger geblieben war, wurde es ab 2011 überholt und seit 2013 in der Eingangshalle der ENSMA aufgehängt.

## Konstruktion
Den Rumpf bildet ein Stahlrohr-Fachwerkgerüst, an das als Leitwerksträger eine von den Vereinigten Flugtechnischen Werken (VFW) in Speyer gefertigte konische Aluminiumröhre angeschlossen wurde. Das Rumpfboot bildet eine GFK-Balsa-Sandwichschale. Wegen der großen Einschnürung wurde auf die Tragflächenbeschläge der PIK-16 „Vasama“ zurückgegriffen. Die stark gepfeilte Tragfläche hat wegen ihrer geringen Bauhöhe und des breiten Holmgurtes DFS-Klappen an der Flügelhinterkante, das Höhenruder ist als Pendelleitwerk mit Ausgleichsmasse ausgelegt und das starre, ungefederte Fahrwerk aerodynamisch verkleidet.
Der französische Nachbau FS-25F erhielt einen neu konstruierten Tragflächenbeschlag und ein Einziehfahrwerk unter Verwendung von Teilen eines Ka-6E-Bruchs.

## Technische Daten

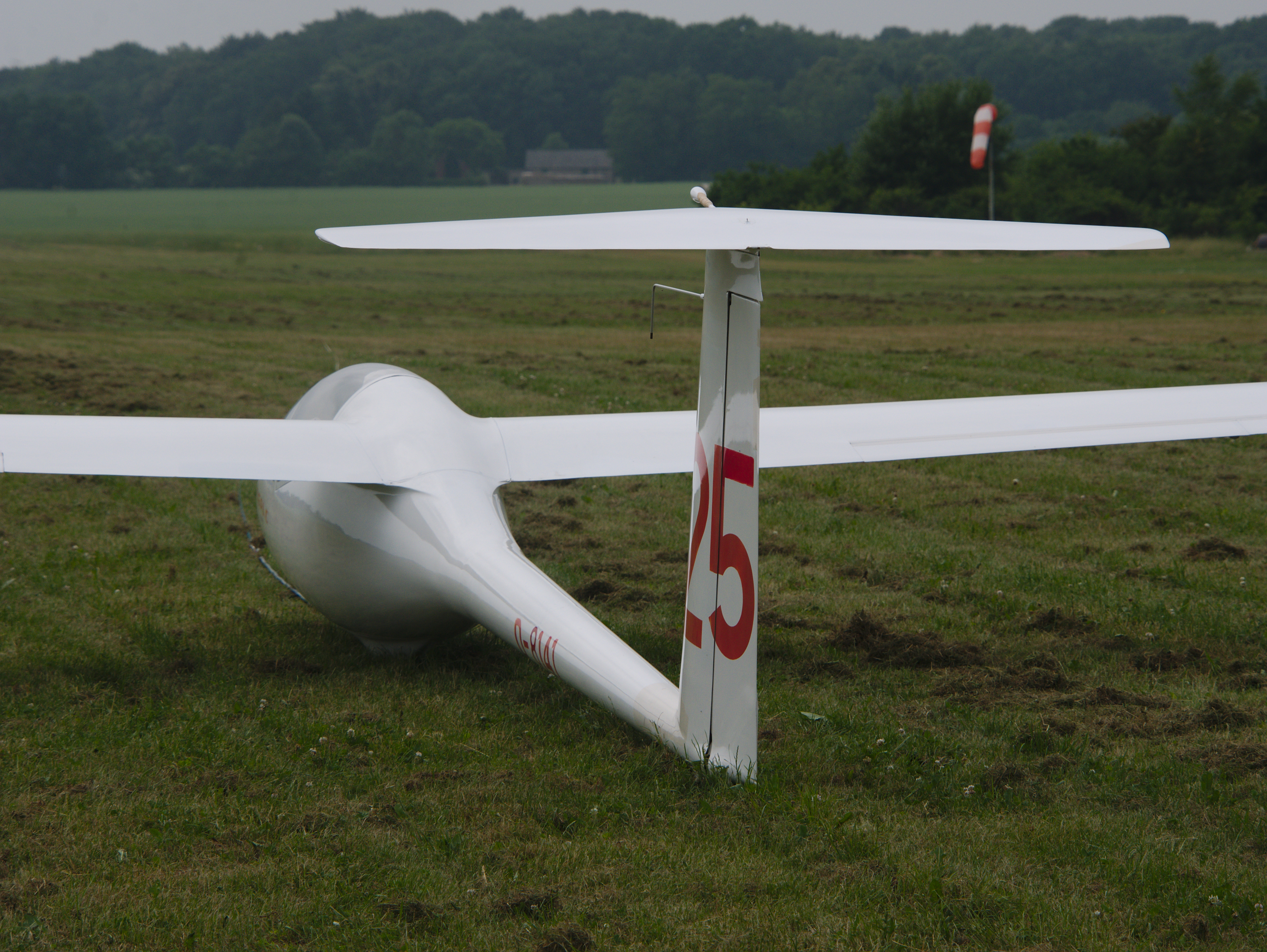
Die fs 25 startet beim Schimmelcup 2016 vom Segelfluggelände Kammermark

| Kenngröße             | Daten Akaflieg Stuttgart fs 25               | Daten SSRPPL FS-25F                          |
| --------------------- | -------------------------------------------- | -------------------------------------------- |
| Erstflug              | 30. Januar 1968                              | 25. Februar 1981                             |
| Besatzung             | 1                                            | 1                                            |
| Rumpflänge            | 6,48 m                                       | 6,48 m                                       |
| Spannweite            | 15,00 m                                      | 15,00 m                                      |
| Höhe                  |                                              |                                              |
| Flügelfläche          | 8,53 m²                                      | 8,53 m²                                      |
| Flügelstreckung       | 26,38                                        | 26,38                                        |
| Flügelprofil          | FX 66-S-196, FX 61-168, FX 61-147, FX-60-126 | FX 66-S-196, FX 61-168, FX 61-147, FX-60-126 |
| Gleitzahl             | 38,5 bei 87 km/h                             |                                              |
| Geringstes Sinken     | 0,60 m/s bei 79 km/h                         |                                              |
| Rüstmasse             | 154 kg                                       | 183 kg                                       |
| max. Startmasse       | 250 kg                                       | 270 kg                                       |
| Höchstgeschwindigkeit |                                              | 200 km/h                                     |